# 麻冲乡
麻冲乡，是中华人民共和国湖南省湘西土家族苗族自治州凤凰县下辖的一个乡镇级行政单位。

## 行政区划
麻冲乡下辖以下地区：
上麻村、下麻村、林坳村、塘垅村、高通村、扭仁村、茶坪村、竹山村、翻身村、老洞村、榔木村、登高村、吉抢村、杉木村、扭光村和杜田村。

## 中国传统村落
2012年，老洞村被评为首批“中国传统村落”。